# 米草属
米草属（学名：Spartina）又名大米草属、网茅属、绳草属，是禾本科下的一个属，为多年生、直立、强壮草本植物。该属共有约20余种，分布于美洲、欧洲及非洲沿海地区。
自2014年起，本属被视为鼠尾粟属（Sporobolus ）的一部分而与之合并。